# Academia Europea de Filatelia
La Academia Europea de Filatelia (Académie Européenne de Philatélie, AEF) se fundó en 1977 como Academia de Estudios Postales por iniciativa de Jean Storch. En 1988 adoptó el nombre de Academia Europea de Estudios Filatélicos y Postales.
En la academia participan especialistas en filatelia, marcofilia, maximofilia y cartofilia, así como comerciantes, editores de catálogos y revistas filatélicas y presidentes de federaciones filatélicas de Europa.
En un primer momento formaron la Academia 24 miembros, la mayoría franceses, si bien en la actualidad son 270 miembros. Dirige la AEF un Consejo de Administración de 15 personas. Los idiomas oficiales de la AEF son el francés y el inglés. Su primer presidente fue Robert Françon hasta su muerte en 1999. Le sucedió Jean-Pierre Mangin y durante su mandato, en enero de 2000, adoptó el nombre actual. Su sede social está en el Musée de la Poste, en París y publica el boletín trimestral Trait d'Union y el anuario Opus.